# Lophozia punicea
Lophozia punicea là một loài rêu tản trong họ Jungermanniaceae. Loài này được (Nees) Stephani miêu tả khoa học lần đầu tiên năm 1901.